# Plesiopelma minense
Plesiopelma minense là một loài nhện trong họ Theraphosidae.
Loài này thuộc chi Plesiopelma. Plesiopelma minense được Cândido Firmino de Mello-Leitão miêu tả năm 1943.